# Primera Divisió 2019-2020
La Primera Divisió 2019-2020 è stata la 25ª edizione della massima serie del campionato andorrano di calcio, iniziata il 15 settembre 2019, sospesa il 12 marzo 2020 a causa dell'emergenza dovuta alla pandemia di COVID-19, ripresa il 5 luglio 2020 e terminata il 23 luglio seguente. L'Inter Escaldes ha conquistato il trofeo per la prima volta nella sua storia, interrompendo il dominio dell'FC Santa Coloma che durava da sei anni.

## Stagione

### Novità
Al termine della passata stagione, l'Encamp ha chiuso all'ultimo posto ed è stato retrocesso in Segona Divisiós, insieme al Lusitans, che ha perso lo spareggio. Al loro posto sono stati promossi l'Atlètic Escaldes, campione della Segona Divisió 2018-2019, e il Carroi, vincitore dello spareggio.

### Formula
Al campionato, diviso in una fase di stagione regolare e in una fase di play-off, prendono parte otto club. Durante la stagione regolare le squadre si affrontano tre volte per un totale di 21 partite.
Al termine di questa fase le prime quattro classificate disputano fra loro un girone di play-off con gare di andata e ritorno.
Le ultime quattro classificate del campionato si affrontano invece fra loro in un girone di play-out per stabilire le due retrocessioni: l'ultima classificata è retrocessa direttamente in Segona Divisió mentre la penultima sfida la seconda classificata del campionato di Segona Divisió per ottenere l'ultimo posto disponibile nella massima serie.
Le squadre qualificate alle coppe europee sono tre: la vincente si qualifica per il turno preliminare dell'UEFA Champions League 2020-2021, la seconda classificata e la vincitrice della Copa Constitució 2019-2020 si qualificano per il turno preliminare della UEFA Europa League 2020-2021.

## Squadre partecipanti
| Squadra          | Città               | Stadio                            | Stagione precedente         |
| ---------------- | ------------------- | --------------------------------- | --------------------------- |
| Atlètic Escaldes | Escaldes-Engordany  | Estadi Comunal d'Aixovall         | 1º posto in Segona Divisió  |
| Carroi           | Andorra la Vella    | Estadi Comunal d'Aixovall         | 2º posto in Segona Divisió  |
| Engordany        | Escaldes-Engordany  | Estadi Comunal d'Andorra la Vella | 4º posto in Primera Divisió |
| FC Santa Coloma  | Santa Coloma        | Estadi Comunal d'Andorra la Vella | Campione d'Andorra          |
| Inter Escaldes   | Escaldes-Engordany  | Estadi Comunal d'Andorra la Vella | 3º posto in Primera Divisió |
| Ordino           | Ordino              | Estadi Comunal d'Andorra la Vella | 5º posto in Primera Divisió |
| Sant Julià       | Sant Julià de Lòria | Estadi Comunal d'Andorra la Vella | 2º posto in Primera Divisió |
| UE Santa Coloma  | Santa Coloma        | Estadi Comunal d'Andorra la Vella | 6º posto in Primera Divisió |

## Prima fase

### Classifica finale
|  | Pos. | Squadra          | Pt | G  | V  | N | P  | GF | GS | DR  |
|  | ---- | ---------------- | -- | -- | -- | - | -- | -- | -- | --- |
|  | 1.   | Inter Escaldes   | 47 | 21 | 14 | 5 | 2  | 37 | 13 | +24 |
|  | 2.   | FC Santa Coloma  | 44 | 21 | 13 | 5 | 3  | 43 | 11 | +32 |
|  | 3.   | Sant Julià       | 36 | 21 | 11 | 3 | 7  | 26 | 23 | +3  |
|  | 4.   | Engordany        | 35 | 21 | 10 | 5 | 6  | 33 | 26 | +7  |
|  | 5.   | UE Santa Coloma  | 32 | 21 | 9  | 5 | 7  | 25 | 23 | +2  |
|  | 6.   | Atlètic Escaldes | 23 | 21 | 6  | 5 | 10 | 23 | 27 | -4  |
|  | 7.   | Ordino           | 9  | 21 | 2  | 3 | 16 | 15 | 52 | -37 |
|  | 8.   | Carroi           | 9  | 21 | 2  | 3 | 16 | 11 | 38 | -27 |

Legenda:
      Ammesse ai play-off
      Ammesse ai play-out
Note:
Tre punti a vittoria, uno a pareggio, zero a sconfitta.
La classifica viene stilata secondo i seguenti criteri:
- Punti conquistati
- Punti conquistati negli scontri diretti
- Differenza reti negli scontri diretti
- Reti realizzate negli scontri diretti
- Differenza reti generale
- Reti totali realizzate

### Risultati
|                         | ACE     | Car     | Eng     | FCS     | ICE     | Ord     | SJu     | UES     |
| ----------------------- | ------- | ------- | ------- | ------- | ------- | ------- | ------- | ------- |
| Atletic Club d'Escaldes |         | 1-2     | 2-0 1-1 | 1-2     | 1-3 0-1 | 2-0 4-0 | 0-0     | 0-1 0-2 |
| Carroi                  | 0-0 1-2 |         | 0-3 1-2 | 0-3     | 1-2     | 1-1 1-2 | 0-2     | 0-3     |
| Engordany               | 3-1     | 3-1     |         | 1-1     | 1-1 2-3 | 3-1     | 2-5 0-1 | 1-1     |
| FC Santa Coloma         | 2-0 5-0 | 1-0 4-0 | 0-1 2-0 |         | 1-1     | 1-0     | 0-1     | 2-0     |
| Inter Escaldes          | 1-2     | 2-0     | 2-0     | 1-0 1-1 |         | 1-0 5-0 | 1-0     | 1-1 1-3 |
| Ordino                  | 1-1     | 2-2     | 1-2     | 0-5 0-3 | 0-5     |         | 1-3     | 2-1 0-2 |
| Sant Julià              | 1-0 0-4 | 1-0     | 0-3     | 0-3 1-1 | 0-0 0-1 | 3-2     |         | 3-0     |
| UE Santa Coloma         | 1-1     | 1-0 0-1 | 0-1     | 1-0 1-4 | 0-2     | 1-0     | 2-2 3-1 |         |

## Seconda fase
Le squadre mantengono i punti conquistati nella prima fase. A causa della lunga sospensione dovuta alla pandemia di COVID-19 le squadre si incontrano tra di loro soltanto una volta, invece di due, per un totale di tre gare a squadra, invece di sei.

### Play-off

#### Classifica finale
|                    | Pos. | Squadra         | Pt | G  | V  | N | P  | GF | GS | DR  |
| ------------------ | ---- | --------------- | -- | -- | -- | - | -- | -- | -- | --- |
| Andorra (bandiera) | 1.   | Inter Escaldes  | 52 | 24 | 15 | 7 | 2  | 41 | 14 | +27 |
|                    | 2.   | FC Santa Coloma | 51 | 24 | 15 | 6 | 3  | 48 | 12 | +36 |
|                    | 3.   | Engordany       | 39 | 24 | 11 | 6 | 7  | 35 | 29 | +6  |
|                    | 4.   | Sant Julià      | 36 | 24 | 11 | 3 | 10 | 27 | 30 | -3  |

Legenda:
      Campione di Andorra e ammessa alla UEFA Champions League 2020-2021
      Ammessa alla UEFA Europa League 2020-2021
Note:
Tre punti a vittoria, uno a pareggio, zero a sconfitta.
La classifica viene stilata secondo i seguenti criteri:
- Punti conquistati
- Punti conquistati negli scontri diretti
- Differenza reti negli scontri diretti
- Reti realizzate negli scontri diretti
- Differenza reti generale
- Reti totali realizzate

#### Risultati
|                 | Eng | FCS | ICE | SJu |
| --------------- | --- | --- | --- | --- |
| Engordany       |     |     | 0-0 |     |
| FC Santa Coloma | 2-0 |     | 1-1 |     |
| Inter Escaldes  |     |     |     | 3-0 |
| Sant Julià      | 1-2 | 0-2 |     |     |

### Play-out

#### Classifica finale
|  | Pos. | Squadra          | Pt | G  | V  | N | P  | GF | GS | DR  |
|  | ---- | ---------------- | -- | -- | -- | - | -- | -- | -- | --- |
|  | 5.   | UE Santa Coloma  | 39 | 24 | 11 | 6 | 7  | 34 | 26 | +8  |
|  | 6.   | Atlètic Escaldes | 30 | 24 | 8  | 6 | 10 | 31 | 29 | +2  |
|  | 7.   | Carroi           | 12 | 24 | 3  | 3 | 18 | 14 | 42 | -28 |
|  | 8.   | Ordino           | 9  | 24 | 2  | 3 | 19 | 15 | 63 | -48 |

Legenda:
 Ammessa allo spareggio promozione-retrocessione
      Retrocessa in Segona Divisió 2020-2021
Note:
Tre punti a vittoria, uno a pareggio, zero a sconfitta.
La classifica viene stilata secondo i seguenti criteri:
- Punti conquistati
- Punti conquistati negli scontri diretti
- Differenza reti negli scontri diretti
- Reti realizzate negli scontri diretti
- Differenza reti generale
- Reti totali realizzate

#### Risultati
|                         | ACE | Car | Ord | UES |
| ----------------------- | --- | --- | --- | --- |
| Atletic Club d'Escaldes |     |     | 4-0 |     |
| Carroi                  | 0-2 |     |     |     |
| Ordino                  |     | 0-2 |     | 0-5 |
| UE Santa Coloma         | 2-2 | 2-1 |     |     |

### Spareggio
Lo spareggio per un posto in Primera Divisió viene giocato tra la terza classificata dei play-out e la seconda classificata ai play-off promozione della Segona Divisió.
|        |       |               | Città e data                     |
| ------ | ----- | ------------- | -------------------------------- |
| Carroi | 4 - 1 | FS La Massana | Andorra la Vella, 1º agosto 2020 |